# Magnolia hongheensis
Espèce
Statut de conservation UICN

 VU B1ab(iii) : Vulnérable
Magnolia hongheensis est une espèce de plantes à fleurs de la famille des Magnoliacées. C'est un arbre endémique de Chine.

## Description
C'est un arbre.

## Répartition et habitat
Cette espèce est endémique de Chine où elle est présente uniquement dans la province du Yunnan.